# Splendeur (film, 1935)
Pour les articles homonymes, voir Splendeur et Splendor.
Pour plus de détails, voir Fiche technique et Distribution.
Splendeur (Splendor) est un film américain réalisé par Elliott Nugent, sorti en 1935.

## Synopsis
À New York, les Lorrimore sont une famille dont la richesse a disparu et qui est maintenant couverte de dettes. Ils fondent leurs espoirs sur le fils aîné, Brighton, mais lorsque celui-ci revient après une année dans le sud, la révélation de son mariage avec une jeune femme pauvre, Phyllis, choque sa mère, sa sœur Martha et son frère Clancey, un bon-à-rien. Phyllis se rend vite compte qu'elle n'est pas acceptée par la famille, la seule qui l'apprécie est Edith Gilbert, une héritière que l'on aurait bien vu épouser Brighton. 
Elle voudrait partir avec ce dernier pour qu'il puisse réaliser son rêve d'être écrivain, mais l'argent est trop important pour lui. Elle décide alors de demander l'aide d'un riche cousin de la famille, Martin Deering. Bientôt des rumeurs apparaissent à propos de leur relation. Phyllis et Martin deviennent amants pendant que Brighton est en voyage d'affaires au Mexique. À son retour, le couple se querelle, et elle avoue sa relation avec Martin et le quitte. Elle commence à travailler comme vendeuse dans un magasin chic, mais refuse d'épouser Martin. Un soir, Brighton la rencontre dans le magasin et lui demande de revenir avec lui. 
Ils décident alors de recommencer à vivre ensemble.

## Fiche technique
- Titre original : Splendor
- Titre français : Splendeur
- Réalisation : Elliott Nugent
- Scénario : Rachel Crothers
- Direction artistique : Richard Day
- Costumes : Omar Kiam
- Photographie : Gregg Toland
- Son : Frank Maher
- Montage : Margaret Clancey
- Musique : Alfred Newman
- Production : Samuel Goldwyn
- Société de production : Samuel Goldwyn Productions[1], Howard Productions[2]
- Société de distribution : United Artists
- Pays d'origine :  États-Unis
- Langue originale : anglais
- Format : noir et blanc — 35 mm — 1,37:1 — son Mono (Western Electric Noiseless Recording Sound System)
- Genre : drame
- Durée : 75 minutes
- Dates de sortie :
  -  États-Unis : 22 novembre 1935
  -  France : 15 mai 1936

## Distribution
- Miriam Hopkins : Phyllis Manning Lorrimore
- Joel McCrea : Brighton Lorrimore
- Paul Cavanagh : Martin Deering
- Helen Westley : Mme Emmeline Lorrimore
- Billie Burke : Clarissa
- David Niven (VF : Jean Roche[3]) : Clancey Lorrimore
- Katharine Alexander : Martha Lorrimore
- Ruth Weston : Edith Gilbert
- Arthur Treacher : Major Ballinger
- Torben Meyer : Baron Von Hoffstatter
- Ivan F. Simpson : Fletcher
- Reginald Sheffield : Billy Grimes